# Altichiero

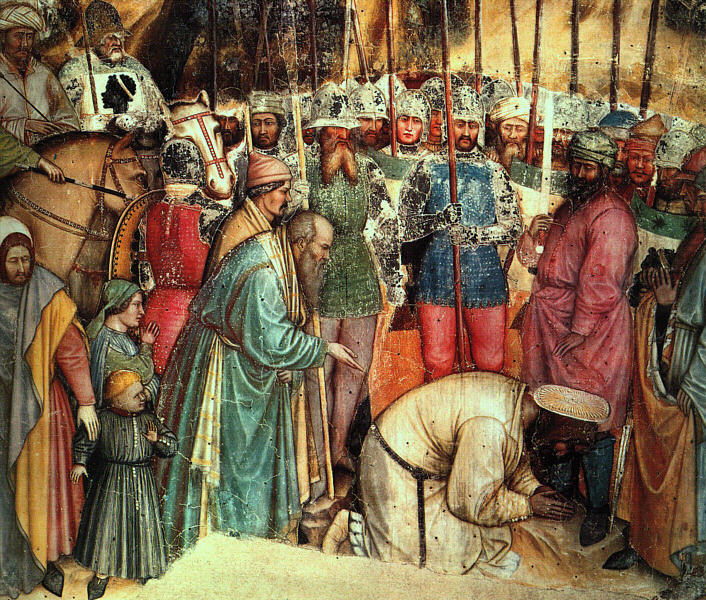
De onthoofding van Sint-Joris

Altichiero da Zevio (Zevio, ca. 1330 – Verona, ca. 1390) was een Italiaans kunstschilder, vermoedelijk geboren in Zevio nabij Verona. Over zijn leven is vrijwel niets bekend. Zijn werk behoort tot de periode van de gotiek. Hij was een leerling en volgeling van Giotto. Hij wordt beschouwd als de stichter van de Veronese School en als een van de belangrijkste Italiaanse schilders uit de 14e eeuw.
Altichiero werkte aanvankelijk in Verona, waar het enige van hem overgebleven werk een fresco is in de Sant'Anastasia. Rond 1370 ging hij naar Padua, waar zich ook zijn belangrijkste werken bevinden. Hij werkte hier aan twee series fresco's, die zich bevinden in de Basilica di Sant'Antonio (1372 - 1379) en de Oratorio di San Giorgio (1377 – 1384). Mogelijk werkte hij aan het laatste project, bestaande uit schilderingen van Sint-Joris en andere heiligen, samen met ene Avanzi of Avanzo, over wie verder overigens niets bekend is.